# Willem van Gulik de Jongere

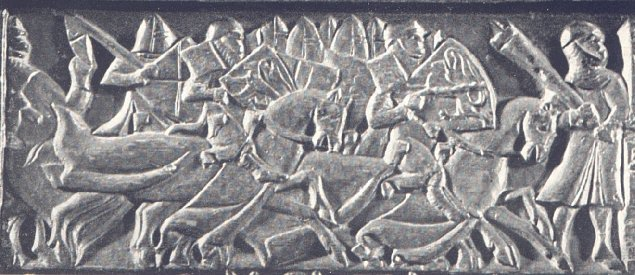
Willem van Gulik en Gwijde van Namen op weg naar Brugge (afbeelding op de Kist van Oxford)

Willem van Gulik (1275 - 18 augustus 1304) was een middeleeuws ridder en geestelijke. Hij was onder andere proost van het Sint-Servaaskapittel in Maastricht. In die hoedanigheid was hij tevens heer van de Elf banken van Sint-Servaas, Tweebergen en Mechelen-aan-de-Maas. Hij is met name bekend vanwege zijn rol in de  Guldensporenslag (1302).

## Biografische schets
Willem van Gulik was een telg uit het roemruchte gravengeslacht van Gulik (Jülich). Hij was een zoon van graaf Willem V van Gulik en Maria van Dampierre, een dochter van Gwijde van Dampierre, de graaf van Vlaanderen, uit diens huwelijk met Mathilde van Béthune. Hij wordt aangeduid als Willem de Jongere ter onderscheiding van zijn broer Willem van Gulik de Oudere. Willems vader en ook zijn grootvader Willem IV van Gulik sneuvelden op 17 maart 1278 bij een straatgevecht met inwoners uit Aken.
Als jongere zoon was hij voorbestemd voor een geestelijke loopbaan. Hij studeerde in 1300 aan de universiteit van Bologna, waarmee hij een van de weinige edelen van zijn tijd was met een zekere intellectuele vorming. Ook was hij geïnteresseerd in astrologie, meer nog dan in theologie. In 1301 was hij proost van het kapittel van Sint-Servaas in Maastricht en aartsdiaken van het prinsbisdom Luik.
Willem was de vertegenwoordiger van het grafelijk gezag in Vlaanderen in de periode dat zijn grootvader Gwijde van Dampierre de gevangene was van zijn leenheer, de Franse koning Filips de Schone. Samen met Pieter de Coninck was hij (en niet Jan Breydel, zoals Hendrik Conscience ten onrechte in zijn boek De Leeuw van Vlaanderen stelt) de krachtige figuur en de leider in de opstand tegen de annexatiepolitiek van de Franse koning.
In mei 1302 kwam Willem aan in Brugge met zijn huurleger, waaronder zijn broer Gerard en ridders uit het Maasland (Lontzen, Pietersheim en Julémont). Hij voelde zich verbonden met de Vlaamse Opstand omdat zijn moeder een dochter was van Gwijde van Dampierre. Daarnaast wilde hij zijn grootvader Gwijde en zijn ooms Robrecht III van Bethune en Willem van Dendermonde, in Franse gevangenschap, wreken. Een extra motief was de wrede manier waarop de Fransen zijn oom, graaf Walram van Gulik tijdens de slag bij Bulskamp in 1297 tegen alle toenmalige gedragscodes in hadden gedood. Later bleek dit feit een van de redenen te zijn waarom de Vlamingen tijdens de Guldensporenslag de levens van de Franse edellieden evenmin spaarden.
De Bruggelingen zagen in hem, door zijn imposante en zwierige verschijning, zijn welsprekendheid en gedrevenheid, de man die hen van het juk van de Fransen en de koningsgezinde Vlamingen kon bevrijden. Hij werd onmiddellijk tot ruwaard uitgeroepen, als plaatsvervanger van zijn grootvader. Hij slaagde er niet in Gent te betrekken in het verzet tegen de koning.
Hij was een van de bezielers van de Vlaamse stedelingen en boeren die in 1302 een professioneel Frans ridderleger versloegen tijdens de Guldensporenslag. Bij deze veldslag werd hij zwaar verwond door een pijl doorheen zijn maliënkolder.
De stad Kassel gaf zich aan hem over en in november veroverde hij het kasteel van Rupelmonde. Tijdens de slag bij Arke, op 4 april 1303, verplichtte hij de Fransen het slagveld te ontruimen. Later dat jaar, op 12 juli, verleende hij steun bij de verovering van Terwaan.
Willem, die aan het hoofd stond van de Ieperse strijdmacht, sneuvelde in 1304 tijdens de Slag bij Pevelenberg. Zijn afdeling was het die 's avonds voor een verrassingsaanval zorgde op de Fransen en paniek veroorzaakte. Hij ging voorop bij de aanval op de lijfwacht van Filips de Schone en was zo ver doorgedrongen dat hij en zijn strijdmakkers werden omsingeld en gedood. Hierdoor kenden de Vlamingen de omstandigheden van zijn dood niet. Zijn lijk werd nooit geïdentificeerd, zijn wapenrusting nooit teruggevonden. Dit gaf voeding aan de legende dat hij zou terugkeren als Vlaanderen zijn hulp opnieuw nodig had.
Willem beoefende de magische kunst. Een bezweerder uit zijn gevolg beloofde Willem dat hij, door een magische spreuk die hij hem had aangeleerd, onzichtbaar werd voor zijn vijand. Dit zou een verklaring kunnen zijn voor Willems drieste en overmoedig optreden dat uiteindelijk tot zijn dood leidde. Deze man werd later door hertog Jan II van Brabant aangehouden, veroordeeld en geradbraakt.

## Voorouders
| Voorouders van Willem van Gulik de Jongere | Voorouders van Willem van Gulik de Jongere                              | Voorouders van Willem van Gulik de Jongere                              | Voorouders van Willem van Gulik de Jongere                                 | Voorouders van Willem van Gulik de Jongere                                 | Voorouders van Willem van Gulik de Jongere                                          | Voorouders van Willem van Gulik de Jongere                                          | Voorouders van Willem van Gulik de Jongere                           | Voorouders van Willem van Gulik de Jongere                           |
| ------------------------------------------ | ----------------------------------------------------------------------- | ----------------------------------------------------------------------- | -------------------------------------------------------------------------- | -------------------------------------------------------------------------- | ----------------------------------------------------------------------------------- | ----------------------------------------------------------------------------------- | -------------------------------------------------------------------- | -------------------------------------------------------------------- |
| Overgrootouders                            | Willem III van Gulik (-1218) ∞ 1224 Mathilde van Limburg (-)            | Willem III van Gulik (-1218) ∞ 1224 Mathilde van Limburg (-)            | Gerard III van Gelre (1185-1229) ∞ 1228 Margaretha van Brabant (1190-1231) | Gerard III van Gelre (1185-1229) ∞ 1228 Margaretha van Brabant (1190-1231) | Willem II van Dampierre (1196-1231) ∞ 1223 Margaretha II van Vlaanderen (1202–1280) | Willem II van Dampierre (1196-1231) ∞ 1223 Margaretha II van Vlaanderen (1202–1280) | Robrecht VII van Béthune (1200-1248) ∞ Elisabeth van Morialmé (-)    | Robrecht VII van Béthune (1200-1248) ∞ Elisabeth van Morialmé (-)    |
| Grootouders                                | Willem IV van Gulik (1210–1278) ∞ 1247 Margaretha van Gelre (1235-1266) | Willem IV van Gulik (1210–1278) ∞ 1247 Margaretha van Gelre (1235-1266) | Willem IV van Gulik (1210–1278) ∞ 1247 Margaretha van Gelre (1235-1266)    | Willem IV van Gulik (1210–1278) ∞ 1247 Margaretha van Gelre (1235-1266)    | Gwijde van Dampierre (1226-1305) ∞ 1246 Mathilde van Béthune (–1263)                | Gwijde van Dampierre (1226-1305) ∞ 1246 Mathilde van Béthune (–1263)                | Gwijde van Dampierre (1226-1305) ∞ 1246 Mathilde van Béthune (–1263) | Gwijde van Dampierre (1226-1305) ∞ 1246 Mathilde van Béthune (–1263) |
| Ouders                                     | Willem V van Gulik (-1278) ∞ 1269 Maria van Dampierre (1253-1297)       | Willem V van Gulik (-1278) ∞ 1269 Maria van Dampierre (1253-1297)       | Willem V van Gulik (-1278) ∞ 1269 Maria van Dampierre (1253-1297)          | Willem V van Gulik (-1278) ∞ 1269 Maria van Dampierre (1253-1297)          | Willem V van Gulik (-1278) ∞ 1269 Maria van Dampierre (1253-1297)                   | Willem V van Gulik (-1278) ∞ 1269 Maria van Dampierre (1253-1297)                   | Willem V van Gulik (-1278) ∞ 1269 Maria van Dampierre (1253-1297)    | Willem V van Gulik (-1278) ∞ 1269 Maria van Dampierre (1253-1297)    |
| Willem van Gulik de Jongere (1275-1304)    |                                                                         |                                                                         |                                                                            |                                                                            |                                                                                     |                                                                                     |                                                                      |                                                                      |